# Ernst Sigismund Fischer
Ernst Sigismund Fischer   (Viena, 12 de juliol de 1875 - Colònia, 14 de novembre de 1954) va ser un matemàtic austríac que va fer la seva carrera docent a Alemanya.

## Vida i obra
Fischer va estudiar matemàtiques des del 1894 a la universitat de Viena, en la qual es va doctorar el 1899 sota la direcció de Franz Mertens i Leopold Gegenbauer. Va ampliar estudis amb Hermann Minkowski a Zuric i Göttingen.
El 1902 va començar la docència a la Universitat Tecnològica de Brno. El 1911 va ser nomenat professor titular a la universitat d'Erlangen, on va coincidir amb Emmy Noether i en la qual va romandre fins al 1920, excepte el període 1915-18 en que va participar en la Primera Guerra Mundial. El 1920 va passar a ser professor de la universitat de Colònia en la qual es va retirar el 1938).
Fischer és recordat sobre tot pel teorema de Riesz-Fischer i per la descomposició de polinomis que porta el seu nom.